# Новоарбатский тоннель
Новоарба́тский тонне́ль (до 1993 года — Чайковский тоннель) — транспортная развязка на пересечении Нового Арбата и Садового кольца (соединяет части Новинского бульвара), построен котлованным способом в 1961 году.

## Место и конструкция
Подземный автомобильный тоннель в Москве на улице Садовое кольцо, в месте пересечения с улицей Новый Арбат. 
Количество тоннелей — 2, в каждом по 3 полосы движения. 
Длина подземной части — около 110 м.

## В истории

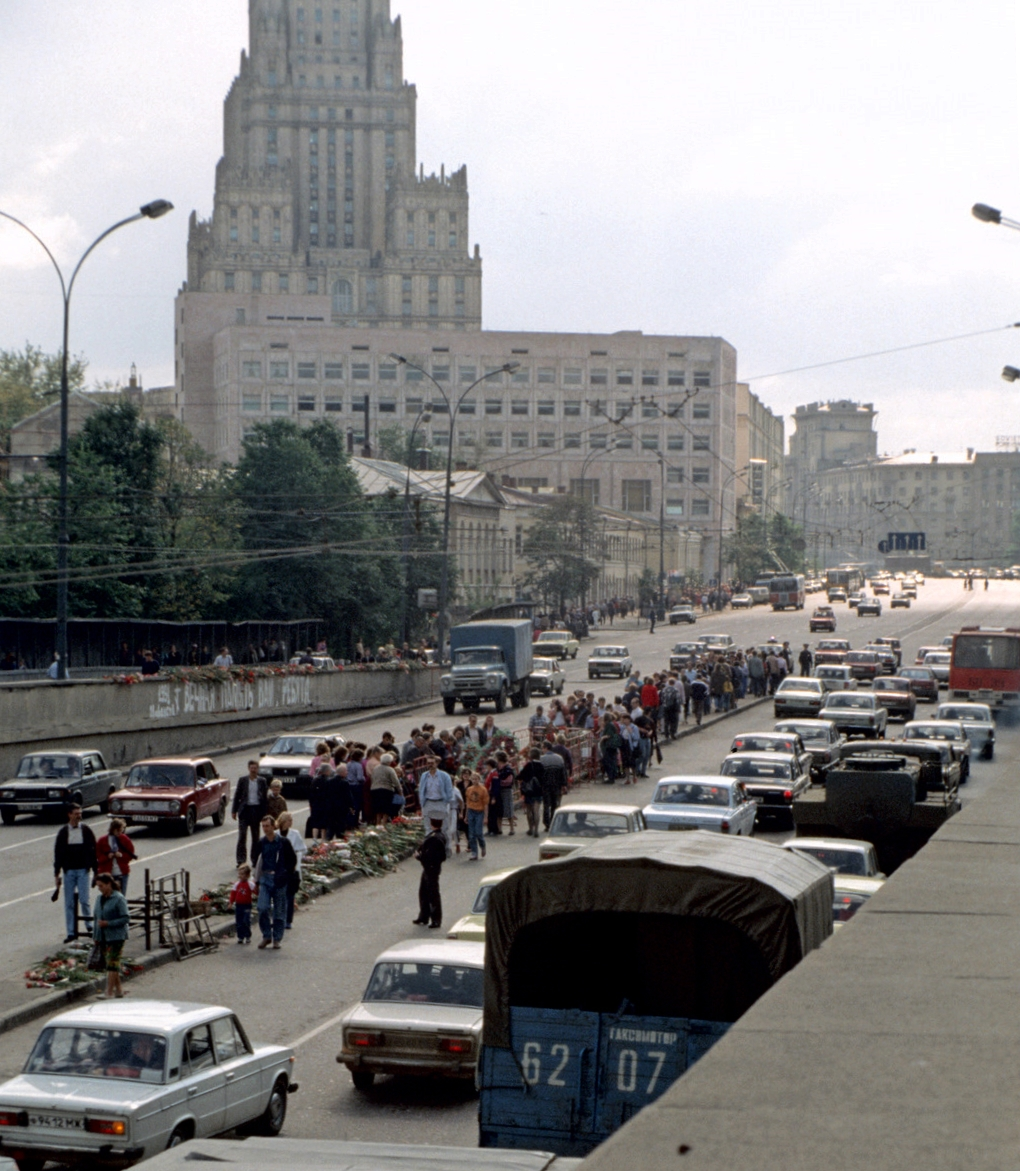
Тоннель в августе 1991

Во время августовского путча 1991 года в тоннеле погибли три человека (Дмитрий Комарь, Илья Кричевский и Владимир Усов).
Установлен в 1996 году над туннелем «Памятник Защитникам демократии в России» с флагштоком (1991 был установлен первый вариант)